# Гистилиан
Гистилиан (VI век) — монах меневийский. День памяти — 4 марта.
Святой Гистилиан (Gistilian) был дядей святого Давида Валлийского. Он был монахом в Меневии или Сент-Дейвидсе, куда был перенесён монастырь из старого римского поселения, ныне скрытого в песках бухты Уитсэнд.

## Тропарь, глас 1
Following the commandments of Christ thou didst instruct many in the True Faith,/
O Father Gistilian,/
establishing churches and monasteries to serve the faithful./
Pray for us, O Saint,/
that we may profit by thine example/
for the salvation of our souls.

## Кондак, глас 5
Truly we hymn thee, O Father Gistilian,/
for thou didst labour to strengthen the church in Wales,/
giving thy life to this noble and God-pleasing cause./
Ever blessing thy memory,/
we implore thy prayers for us sinners.